# 62e cérémonie des Filmfare Awards

La 62e cérémonie des Filmfare Awards s'est déroulée le 14 janvier 2017 au NSCI Dome de Mumbai, et a été présentée par Kapil Sharma, Karan Johar et Shahrukh Khan.
Elle a été marquée par les triomphes de Dangal et Neerja.

## Palmarès

### Récompenses populaires
| Catégorie                             | Lauréat |
| ------------------------------------- | --- |
| Meilleur film                         | Dangal - réalisé par Nitesh Tiwari - produit par Aamir Khan, Kiran Rao et Siddharth Roy Kapur - avec Aamir Khan, Sakshi Tanwar et Fatima Sana Shaikh |
| Meilleur réalisateur                  | Nitesh Tiwari (Dangal) |
| Meilleur acteur                       | Aamir Khan (Dangal) |
| Meilleure actrice                     | Alia Bhatt (Udta Punjab) |
| Meilleur acteur dans un second rôle   | Rishi Kapoor (Kapoor & Sons) |
| Meilleure actrice dans un second rôle | Shabana Azmi (Neerja) |
| Meilleur espoir masculin              | Diljit Dosanjh (Udta Punjab) |
| Meilleur espoir féminin               | Rithika Singh (Saala Khadoos) |
| Meilleure direction musicale          | Pritam (Ae Dil Hai Mushkil) |
| Meilleur parolier                     | Amitabh Bhattacharya pour "Channa Mereya" (Ae Dil Hai Mushkil)                                                                                       |
| Meilleur chanteur de play-back        | Arijit Singh pour "Ae Dil Hai Mushkil" (Ae Dil Hai Mushkil)                                                                                          |
| Meilleure chanteuse de play-back      | Neha Bhasin pour "Jag Ghoomeya" (Sultan) |

### Récompenses décernées par les critiques
| Catégorie         | Lauréat |
| ----------------- | --- |
| Meilleur film     | Neerja - réalisé par Ram Madhvani - produit par Atul Kasbekar et Shanti Sivaram Maini - avec Sonam Kapoor Shabana Azmi et Yogendra Tiku |
| Meilleur acteur   | Manoj Bajpayee (Aligarh)/Shahid Kapoor (Udta Punjab)                                                                                    |
| Meilleure actrice | Sonam Kapoor (Neerja) |